# Fritz Horn
Friedrich "Fritz" Horn (? - ?) je bivši njemački hokejaš na travi. 
Osvojio je brončano odličje na hokejaškom turniru na Olimpijskim igrama 1928. u Amsterdamu igrajući za Njemačku. Na turniru je odigrao dva susreta. Igrao je kao napadač.

## Vanjske poveznice
- Profil na Database Olympics
- Profil na Sports-Reference.com  Arhivirana inačica izvorne stranice od 11. lipnja 2017. (Wayback Machine)